# Finnország az 1994. évi téli olimpiai játékokon
Finnország a norvégiai Lillehammerben megrendezett 1994. évi téli olimpiai játékok egyik részt vevő nemzete volt. Az országot az olimpián 8 sportágban 61 sportoló képviselte, akik összesen 6 érmet szereztek.

## Érmesek
| Érem  | Versenyző | Sportág   | Versenyszám           |
| ----- | --- | --------- | --------------------- |
| Ezüst | Mika Myllylä | Sífutás   | Férfi 50 km           |
| Bronz | Nemzeti válogatott Mika Alatalo Raimo Helminen Erik Hämäläinen Timo Jutila Sami Kapanen Esa Keskinen Marko Kiprusoff Saku Koivu Pasi Kuivalainen Janne Laukkanen Tero Lehterä Jere Lehtinen Jarmo Myllys Mika Nieminen Mikko Mäkelä Janne Ojanen Marko Palo Ville Peltonen Pasi Sormunen Mika Strömberg Jukka Tammi Petri Varis Hannu Virta | Jégkorong | Férfi                 |
| Bronz | Mika Myllylä | Sífutás   | Férfi 30 km           |
| Bronz | Jari Isometsä Harri Kirvesniemi Mika Myllylä Jari Räsänen | Sífutás   | Férfi 4 × 10 km váltó |
| Bronz | Marja-Liisa Kirvesniemi | Sífutás   | Női 5 km              |
| Bronz | Marja-Liisa Kirvesniemi | Sífutás   | Női 30 km             |

## Alpesisí
Férfi
| Versenyző      | Versenyszám            | 1. futam      | 1. futam      | 2. futam   | 2. futam   | Összesítés | Összesítés |
| Versenyző      | Versenyszám            | Idő           | Hely.         | Idő        | Hely.      | Idő        | Helyezés   |
| -------------- | ---------------------- | ------------- | ------------- | ---------- | ---------- | ---------- | ---------- |
| Janne Leskinen | Lesiklás               |               |               |            |            | 1:47,87    | 30.        |
| Janne Leskinen | Óriás-műlesiklás       | 1:34,65       | 40.           | nem indult | nem indult | kiesett    | kiesett    |
| Janne Leskinen | Szuperóriás-műlesiklás |               |               |            |            | 1:34,09    | 13.        |
| Mika Marila    | Műlesiklás             | 1:02,54       | 7.            | 1:02,45    | 15.        | 2:04,99    | 12.        |
| Mika Marila    | Óriás-műlesiklás       | nem ért célba | nem ért célba | kiesett    | kiesett    | kiesett    | kiesett    |
| Mika Marila    | Szuperóriás-műlesiklás |               |               |            |            | 1:38,14    | 40.        |

| Versenyző      | Versenyszám | Lesiklás | Lesiklás | Műlesiklás | Műlesiklás | Műlesiklás | Műlesiklás | Műlesiklás | Műlesiklás | Összesítés | Összesítés |
| Versenyző      | Versenyszám | Lesiklás | Lesiklás | 1. futam   | 1. futam   | 2. futam   | 2. futam   | Össz.      | Össz.      | Összesítés | Összesítés |
| Versenyző      | Versenyszám | Idő      | Hely.    | Idő        | Hely.      | Idő        | Hely.      | Idő        | Hely.      | Idő        | Helyezés   |
| -------------- | ----------- | -------- | -------- | ---------- | ---------- | ---------- | ---------- | ---------- | ---------- | ---------- | ---------- |
| Janne Leskinen | Összetett   | 1:38,88  | 16.*     | 54,47      | 28.        | 52,18      | 26.        | 1:46,65    | 25.        | 3:25,53    | 22.        |
| Mika Marila    | Összetett   | 1:45,01  | 50.      | 50,42      | 2.         | 50,09      | 16.        | 1:40,51    | 6.         | 3:25,52    | 21.        |

* - egy másik versenyzővel azonos eredményt ért el

## Biatlon
Férfi
| Versenyző                                                 | Versenyszám      | Lövőhiba     | Időeredmény | Helyezés |
| --------------------------------------------------------- | ---------------- | ------------ | ----------- | -------- |
| Harri Eloranta                                            | 10 km sprint     | 4 (1+3)      | 30:02,1     | 15.      |
| Harri Eloranta                                            | 20 km egyéni     | 6 (1+3+1+1)  | 1:01:40,9   | 30.      |
| Vesa Hietalahti                                           | 10 km sprint     | 5 (2+3)      | 32:06,0     | 52.      |
| Vesa Hietalahti                                           | 20 km egyéni     | 10 (2+1+5+2) | 1:08:49,1   | 68.      |
| Erkki Latvala                                             | 10 km sprint     | 3 (2+1)      | 32:08,4     | 54.      |
| Timo Seppälä                                              | 20 km egyéni     | 3 (1+1+1+0)  | 1:02:07,0   | 41.      |
| Erkki Latvala Harri Eloranta Timo Seppälä Vesa Hietalahti | 4 × 7,5 km váltó | 1+1          | 1:33:11,9   | 5.       |

Női
| Versenyző                                               | Versenyszám      | Lövőhiba    | Időeredmény | Helyezés |
| ------------------------------------------------------- | ---------------- | ----------- | ----------- | -------- |
| Pirjo Aalto                                             | 7,5 km sprint    | 3 (0+3)     | 29:59,2     | 61.      |
| Katja Holanti                                           | 15 km egyéni     | 7 (4+3+0+0) | 1:00:13,6   | 56.      |
| Mari Lampinen                                           | 7,5 km sprint    | 2 (2+0)     | 27:14,5     | 16.      |
| Mari Lampinen                                           | 15 km egyéni     | 6 (4+0+1+1) | 59:16,9     | 48.      |
| Tuija Sikiö                                             | 7,5 km sprint    | 0 (0+0)     | 27:39,1     | 24.*     |
| Tuija Sikiö                                             | 15 km egyéni     | 5 (2+1+2+0) | 58:13,1     | 38.      |
| Tuija Vuoksiala                                         | 7,5 km sprint    | 3 (2+1)     | 28:23,2     | 36.      |
| Tuija Vuoksiala                                         | 15 km egyéni     | 6 (2+2+0+2) | 1:00:09,3   | 55.      |
| Katja Holanti Tuija Sikiö Mari Lampinen Tuija Vuoksiala | 4 × 7,5 km váltó | 4           | 1:58:55,7   | 10.      |

* - egy másik versenyzővel azonos eredményt ért el

## Északi összetett
| Versenyző                                  | Versenyszám | Síugrás | Síugrás | Síugrás    | Sífutás   | Sífutás | Összesítés | Összesítés |
| Versenyző                                  | Versenyszám | Pont    | Hely.   | Időhátrány | Idő       | Hely.   | Idő        | Helyezés   |
| ------------------------------------------ | ----------- | ------- | ------- | ---------- | --------- | ------- | ---------- | ---------- |
| Hannu Manninen                             | Egyéni      | 197,0   | 23.     | +5:33      | 43:08,9   | 46.     | 48:41,9    | 38.        |
| Jari Mantila                               | Egyéni      | 213,5   | 10.     | +3:43      | 41:13,6   | 31.     | 44:56,6    | 14.        |
| Tapio Nurmela                              | Egyéni      | 187,0   | 34.     | +6:40      | 40:19,8   | 21.     | 46:59,8    | 25.        |
| Topi Sarparanta                            | Egyéni      | 192,0   | 28.*    | +6:06      | 39:49,7   | 16.     | 45:55,7    | 20.        |
| Jari Mantila Tapio Nurmela Topi Sarparanta | Csapat      | 592,0   | 9.      | +11:47     | 1:24:32,4 | 7.      | 1:36:19,4  | 8.         |

* - egy másik versenyzővel azonos eredményt ért el

## Jégkorong
| Finn nemzeti férfi jégkorongcsapat-játékoskeret                                                                              | Finn nemzeti férfi jégkorongcsapat-játékoskeret                                                                                  | Finn nemzeti férfi jégkorongcsapat-játékoskeret                                                          |
| --- | --- | --- |
| - Mika Alatalo - Raimo Helminen - Erik Hämäläinen - Timo Jutila - Sami Kapanen - Esa Keskinen - Marko Kiprusoff - Saku Koivu | - Pasi Kuivalainen - Janne Laukkanen - Tero Lehterä - Jere Lehtinen - Jarmo Myllys - Mika Nieminen - Mikko Mäkelä - Janne Ojanen | - Marko Palo - Ville Peltonen - Pasi Sormunen - Mika Strömberg - Jukka Tammi - Petri Varis - Hannu Virta |

A csoport
| Hely. | Csapat       | M | Gy | D | V | G+ | G– | Gk  | P  | Továbbjutás     |
| ----- | ------------ | - | -- | - | - | -- | -- | --- | -- | --------------- |
| 1.    | Finnország   | 5 | 5  | 0 | 0 | 25 | 4  | +21 | 10 | Negyeddöntő     |
| 2.    | Németország  | 5 | 3  | 0 | 2 | 11 | 14 | −3  | 6  | Negyeddöntő     |
| 3.    | Csehország   | 5 | 3  | 0 | 2 | 16 | 11 | +5  | 6  | Negyeddöntő     |
| 4.    | Oroszország  | 5 | 3  | 0 | 2 | 20 | 14 | +6  | 6  | Negyeddöntő     |
| 5.    | Ausztria     | 5 | 1  | 0 | 4 | 13 | 28 | −15 | 2  | A 9–12. helyért |
| 6.    | Norvégia (R) | 5 | 0  | 0 | 5 | 5  | 19 | −14 | 0  | A 9–12. helyért |

1. 1 2 3  Németország 2 pont, +1 gk.; Csehország 2 pont, 0 gk.; Oroszország 2 pont, –1 gk.

| 1994. február 12. 12:00 | Finnország (FIN) | 3–1 (2–1, 1–0, 0–0) | Csehország (CZE) | Håkons Hall, Lillehammer Nézőszám: 5200 |

| | Jarmo Myllys | Kapusok                 | Petr Bříza | Játékvezető: Rob Hearn Vonalbírók: Jay Borman Szergej Feofanov |
| \| Jutila (Strömberg) (PP) – 05:05 \| 1–0 \| \| \| Ojanen (Varis, Palo) – 07:34 \| 2–0 \| \| \| \| 2–1 \| 17:26 – Kašťák (Kadlec) \| \| Kapanen (Helminen) – 34:32 \| 3–1 \| \| |              |                         |            | Játékvezető: Rob Hearn Vonalbírók: Jay Borman Szergej Feofanov |
| 10 perc | Büntetések   | 12 perc                 |            | Játékvezető: Rob Hearn Vonalbírók: Jay Borman Szergej Feofanov |
| 24 | Lövések      | 14                      |            | Játékvezető: Rob Hearn Vonalbírók: Jay Borman Szergej Feofanov |
| Jutila (Strömberg) (PP) – 05:05 | 1–0          |                         |            | Játékvezető: Rob Hearn Vonalbírók: Jay Borman Szergej Feofanov |
| Ojanen (Varis, Palo) – 07:34 | 2–0          |                         |            | Játékvezető: Rob Hearn Vonalbírók: Jay Borman Szergej Feofanov |
| | 2–1          | 17:26 – Kašťák (Kadlec) |            | Játékvezető: Rob Hearn Vonalbírók: Jay Borman Szergej Feofanov |
| Kapanen (Helminen) – 34:32 | 3–1          |                         |            |                                                                |

| 1994. február 14. 20:00 | Oroszország (RUS) | 0–5 (0–1, 0–4, 0–0) | Finnország (FIN) | Håkons Hall, Lillehammer Nézőszám: 8751 |

| | Andrej Zujev Szergej Abramov | Kapusok                             | Jukka Tammi | Játékvezető: Kevin Muench Vonalbírók: Pierre Tremblay Jay Borman |
| \| \| 0–1 \| 14:59 – Lehtinen \| \| \| 0–2 \| 28:59 – Koivu (Peltonen, Laukkanen) \| \| \| 0–3 \| 31:32 – Alatalo \| \| \| 0–4 \| 39:03 – Ojanen (Mäkelä) \| \| \| 0–5 \| 39:13 – Kiprusoff (Helminen) (PP) \| |                              |                                     |             | Játékvezető: Kevin Muench Vonalbírók: Pierre Tremblay Jay Borman |
| 8 perc | Büntetések                   | 16 perc                             |             | Játékvezető: Kevin Muench Vonalbírók: Pierre Tremblay Jay Borman |
| 11 | Lövések                      | 28                                  |             | Játékvezető: Kevin Muench Vonalbírók: Pierre Tremblay Jay Borman |
| | 0–1                          | 14:59 – Lehtinen                    |             | Játékvezető: Kevin Muench Vonalbírók: Pierre Tremblay Jay Borman |
| | 0–2                          | 28:59 – Koivu (Peltonen, Laukkanen) |             | Játékvezető: Kevin Muench Vonalbírók: Pierre Tremblay Jay Borman |
| | 0–3                          | 31:32 – Alatalo                     |             | Játékvezető: Kevin Muench Vonalbírók: Pierre Tremblay Jay Borman |
| | 0–4                          | 39:03 – Ojanen (Mäkelä)             |             |                                                                  |
| | 0–5                          | 39:13 – Kiprusoff (Helminen) (PP)   |             |                                                                  |

| 1994. február 16. 20:00 | Norvégia (NOR) | 0–4 (0–1, 0–2, 0–1) | Finnország (FIN) | Håkons Hall, Lillehammer Nézőszám: 9250 |

| | Jim Marthinsen | Kapusok                                | Jarmo Myllys | Játékvezető: Karl Korentschnig Vonalbírók: Václav Český Lionel Ollier |
| \| \| 0–1 \| 06:46 – Varis (Palo, Jutila) \| \| \| 0–2 \| 21:23 – Strömberg (Nieminen, Helminen) \| \| \| 0–3 \| 36:51 – Hämäläinen (Ojanen) \| \| \| 0–4 \| 48:31 – Peltonen (Laukkanen) (PP) \| |                |                                        |              | Játékvezető: Karl Korentschnig Vonalbírók: Václav Český Lionel Ollier |
| 8 perc | Büntetések     | 8 perc                                 |              | Játékvezető: Karl Korentschnig Vonalbírók: Václav Český Lionel Ollier |
| 11 | Lövések        | 32                                     |              | Játékvezető: Karl Korentschnig Vonalbírók: Václav Český Lionel Ollier |
| | 0–1            | 06:46 – Varis (Palo, Jutila)           |              | Játékvezető: Karl Korentschnig Vonalbírók: Václav Český Lionel Ollier |
| | 0–2            | 21:23 – Strömberg (Nieminen, Helminen) |              | Játékvezető: Karl Korentschnig Vonalbírók: Václav Český Lionel Ollier |
| | 0–3            | 36:51 – Hämäläinen (Ojanen)            |              | Játékvezető: Karl Korentschnig Vonalbírók: Václav Český Lionel Ollier |
| | 0–4            | 48:31 – Peltonen (Laukkanen) (PP)      |              |                                                                       |

| 1994. február 18. 17:30 | Finnország (FIN) | 6–2 (1–0, 2–1, 3–1) | Ausztria (AUT) | Gjøvik Olympic Cavern Hall, Gjøvik Nézőszám: 4945 |

| | Jukka Tammi | Kapusok                           | Michael Puschacher | Játékvezető: Peter Slapke Vonalbírók: Erik Larssen John Svarstad |
| \| Palo (Keskinen) – 01:31 \| 1–0 \| \| \| Virta (Kiprusoff, Mäkelä) (PP) − 28:55 \| 2–0 \| \| \| \| 2–1 \| 31:29 − Strong (Burton) \| \| Peltonen − 37:58 \| 3–1 \| \| \| Keskinen (Nieminen) − 43:24 \| 4–1 \| \| \| Koivu − 48:18 \| 5–1 \| \| \| \| 5–2 \| 53:30 − Strong (G. Puschnik) (PP) \| \| Helminen (Mäkelä) (PP) − 54:50 \| 6–2 \| \| |             |                                   |                    | Játékvezető: Peter Slapke Vonalbírók: Erik Larssen John Svarstad |
| 18 perc | Büntetések  | 22 perc                           |                    | Játékvezető: Peter Slapke Vonalbírók: Erik Larssen John Svarstad |
| 51 | Lövések     | 12                                |                    | Játékvezető: Peter Slapke Vonalbírók: Erik Larssen John Svarstad |
| Palo (Keskinen) – 01:31 | 1–0         |                                   |                    | Játékvezető: Peter Slapke Vonalbírók: Erik Larssen John Svarstad |
| Virta (Kiprusoff, Mäkelä) (PP) − 28:55 | 2–0         |                                   |                    | Játékvezető: Peter Slapke Vonalbírók: Erik Larssen John Svarstad |
| | 2–1         | 31:29 − Strong (Burton)           |                    | Játékvezető: Peter Slapke Vonalbírók: Erik Larssen John Svarstad |
| Peltonen − 37:58 | 3–1         |                                   |                    |                                                                  |
| Keskinen (Nieminen) − 43:24 | 4–1         |                                   |                    |                                                                  |
| Koivu − 48:18 | 5–1         |                                   |                    |                                                                  |
| | 5–2         | 53:30 − Strong (G. Puschnik) (PP) |                    |                                                                  |
| Helminen (Mäkelä) (PP) − 54:50 | 6–2         |                                   |                    |                                                                  |

| 1994. február 20. 17:30 | Németország (GER) | 1–7 (0–3, 0–2, 1–2) | Finnország (FIN) | Gjøvik Olympic Cavern Hall, Gjøvik Nézőszám: 5261 |

| | Helmut de Raaf | Kapusok                                 | Jarmo Myllys | Játékvezető: Valerij Bokarev Vonalbírók: Lionel Ollier Helmuth Mair |
| \| \| 0–1 \| 12:51 − Lehtinen (Koivu, Peltonen) (PP) \| \| \| 0–2 \| 15:54 − Ojanen (Lehterä) \| \| \| 0–3 \| 17:23 − Nieminen (Palo) \| \| \| 0–4 \| 22:58 − Kiprusoff (Alatalo, Ojanen) \| \| \| 0–5 \| 30:29 − Mäkelä (Helminen) \| \| Doucet (Hegen) − 41:09 \| 1–5 \| \| \| \| 1–6 \| 58:43 − Peltonen \| \| \| 1–7 \| 59:33 − Mäkelä (Helminen) \| |                |                                         |              | Játékvezető: Valerij Bokarev Vonalbírók: Lionel Ollier Helmuth Mair |
| 10 perc | Büntetések     | 10 perc                                 |              | Játékvezető: Valerij Bokarev Vonalbírók: Lionel Ollier Helmuth Mair |
| 14 | Lövések        | 44                                      |              | Játékvezető: Valerij Bokarev Vonalbírók: Lionel Ollier Helmuth Mair |
| | 0–1            | 12:51 − Lehtinen (Koivu, Peltonen) (PP) |              | Játékvezető: Valerij Bokarev Vonalbírók: Lionel Ollier Helmuth Mair |
| | 0–2            | 15:54 − Ojanen (Lehterä)                |              | Játékvezető: Valerij Bokarev Vonalbírók: Lionel Ollier Helmuth Mair |
| | 0–3            | 17:23 − Nieminen (Palo)                 |              | Játékvezető: Valerij Bokarev Vonalbírók: Lionel Ollier Helmuth Mair |
| | 0–4            | 22:58 − Kiprusoff (Alatalo, Ojanen)     |              |                                                                     |
| | 0–5            | 30:29 − Mäkelä (Helminen)               |              |                                                                     |
| Doucet (Hegen) − 41:09 | 1–5            |                                         |              |                                                                     |
| | 1–6            | 58:43 − Peltonen                        |              |                                                                     |
| | 1–7            | 59:33 − Mäkelä (Helminen)               |              |                                                                     |

Negyeddöntő
| 1994. február 23. 16:30 | Finnország (FIN) | 6–1 (2–0, 2–1, 2–0) | Egyesült Államok (USA) | Lillehammer, Håkons Hall Nézőszám: 9046 |

| | Jarmo Myllys | Kapusok                     | Garth Snow | Játékvezető: Kevin Muench Vonalbírók: Wilhelm Schimm Václav Český |
| \| Koivu (PP) – 12:51 \| 1–0 \| \| \| Nieminen (Keskinen) (SH) – 16:08 \| 2–0 \| \| \| \| 2–1 \| 20:54 – Sacco (Lazaro) (SH) \| \| Nieminen – 24:05 \| 3–1 \| \| \| Virta (Kiprusoff, Keskinen) (PP) – 26:21 \| 4–1 \| \| \| Kiprusoff (Koivu) (PP) – 46:59 \| 5–1 \| \| \| Ojanen (Jutila, Kiprusoff) (PP) – 55:11 \| 6–1 \| \| |              |                             |            | Játékvezető: Kevin Muench Vonalbírók: Wilhelm Schimm Václav Český |
| 18 perc | Büntetések   | 22 perc                     |            | Játékvezető: Kevin Muench Vonalbírók: Wilhelm Schimm Václav Český |
| 36 | Lövések      | 28                          |            | Játékvezető: Kevin Muench Vonalbírók: Wilhelm Schimm Václav Český |
| Koivu (PP) – 12:51 | 1–0          |                             |            | Játékvezető: Kevin Muench Vonalbírók: Wilhelm Schimm Václav Český |
| Nieminen (Keskinen) (SH) – 16:08 | 2–0          |                             |            | Játékvezető: Kevin Muench Vonalbírók: Wilhelm Schimm Václav Český |
| | 2–1          | 20:54 – Sacco (Lazaro) (SH) |            | Játékvezető: Kevin Muench Vonalbírók: Wilhelm Schimm Václav Český |
| Nieminen – 24:05 | 3–1          |                             |            |                                                                   |
| Virta (Kiprusoff, Keskinen) (PP) – 26:21 | 4–1          |                             |            |                                                                   |
| Kiprusoff (Koivu) (PP) – 46:59 | 5–1          |                             |            |                                                                   |
| Ojanen (Jutila, Kiprusoff) (PP) – 55:11 | 6–1          |                             |            |                                                                   |

Elődöntő
| 1994. február 25. 19:30 | Finnország (FIN) | 3–5 (0–0, 2–2, 1–3) | Kanada (CAN) | Gjøvik, Fjellhallen Nézőszám: 5237 |

| | Jukka Tammi | Kapusok                           | Corey Hirsch | Játékvezető: Rob Hearn Vonalbírók: Stephan Eriksson Johan Norrman |
| \| Koivu (Peltonen) (PP) – 22:08 \| 1–0 \| \| \| Keskinen (Virta) – 23:48 \| 2–0 \| \| \| \| 2–1 \| 35:59 – Hlushko (Joseph) \| \| \| 2–2 \| 39:24 – Nedvěd (PP) \| \| \| 2–3 \| 44:27 – Werenka (Johnson, Kariya) \| \| \| 2–4 \| 47:30 – Roy (Werenka, Mayer) (PP) \| \| \| 2–5 \| 54:19 – Parks \| \| Lehtinen (Nieminen, Keskinen) – 59:25 \| 3–5 \| \| |             |                                   |              | Játékvezető: Rob Hearn Vonalbírók: Stephan Eriksson Johan Norrman |
| 12 perc | Büntetések  | 8 perc                            |              | Játékvezető: Rob Hearn Vonalbírók: Stephan Eriksson Johan Norrman |
| 33 | Lövések     | 33                                |              | Játékvezető: Rob Hearn Vonalbírók: Stephan Eriksson Johan Norrman |
| Koivu (Peltonen) (PP) – 22:08 | 1–0         |                                   |              | Játékvezető: Rob Hearn Vonalbírók: Stephan Eriksson Johan Norrman |
| Keskinen (Virta) – 23:48 | 2–0         |                                   |              | Játékvezető: Rob Hearn Vonalbírók: Stephan Eriksson Johan Norrman |
| | 2–1         | 35:59 – Hlushko (Joseph)          |              | Játékvezető: Rob Hearn Vonalbírók: Stephan Eriksson Johan Norrman |
| | 2–2         | 39:24 – Nedvěd (PP)               |              |                                                                   |
| | 2–3         | 44:27 – Werenka (Johnson, Kariya) |              |                                                                   |
| | 2–4         | 47:30 – Roy (Werenka, Mayer) (PP) |              |                                                                   |
| | 2–5         | 54:19 – Parks                     |              |                                                                   |
| Lehtinen (Nieminen, Keskinen) – 59:25 | 3–5         |                                   |              |                                                                   |

Bronzmérkőzés
| 1994. február 26. 21:00 | Oroszország (RUS) | 0–4 (0–2, 0–2, 0–0) | Finnország (FIN) | Håkons Hall, Lillehammer Nézőszám: 9215 |

| | Andrej Zujev | Kapusok                       | Jarmo Myllys | Játékvezető: Børje Johansson Vonalbírók: Wilhelm Schimm Stephan Eriksson |
| \| \| 0–1 \| 17:32 – Palo (Nieminen) \| \| \| 0–2 \| 19:16 – Alatalo (Strömberg) \| \| \| 0–3 \| 30:30 – Peltonen (Koivu) (PP) \| \| \| 0–4 \| 39:34 – Strömberg (Nieminen) \| |              |                               |              | Játékvezető: Børje Johansson Vonalbírók: Wilhelm Schimm Stephan Eriksson |
| 8 perc | Büntetések   | 8 perc                        |              | Játékvezető: Børje Johansson Vonalbírók: Wilhelm Schimm Stephan Eriksson |
| 21 | Lövések      | 31                            |              | Játékvezető: Børje Johansson Vonalbírók: Wilhelm Schimm Stephan Eriksson |
| | 0–1          | 17:32 – Palo (Nieminen)       |              | Játékvezető: Børje Johansson Vonalbírók: Wilhelm Schimm Stephan Eriksson |
| | 0–2          | 19:16 – Alatalo (Strömberg)   |              | Játékvezető: Børje Johansson Vonalbírók: Wilhelm Schimm Stephan Eriksson |
| | 0–3          | 30:30 – Peltonen (Koivu) (PP) |              | Játékvezető: Børje Johansson Vonalbírók: Wilhelm Schimm Stephan Eriksson |
| | 0–4          | 39:34 – Strömberg (Nieminen)  |              |                                                                          |

| Csapat           | Helyezés |
| ---------------- | -------- |
| Finnország (FIN) |          |

## Műkorcsolya
| Versenyző  | Versenyszám | Rövid program     | Rövid program | Rövid program | Kűr               | Kűr   | Kűr         | Összesítés         | Összesítés |
| Versenyző  | Versenyszám | Több. hely. száma | Hely.         | Hely. pont.   | Több. hely. száma | Hely. | Hely. pont. | Helyezési pontszám | Helyezés   |
| ---------- | ----------- | ----------------- | ------------- | ------------- | ----------------- | ----- | ----------- | ------------------ | ---------- |
| Mila Kajas | Női egyéni  | 6×17+             | 16.           | 8,0           | 6×10+             | 10.   | 10,0        | 18,0               | 12.        |

| Versenyző                   | Versenyszám | Kötelező tánc 1   | Kötelező tánc 1 | Kötelező tánc 1 | Kötelező tánc 2   | Kötelező tánc 2 | Kötelező tánc 2 | Eredeti (original) tánc | Eredeti (original) tánc | Eredeti (original) tánc | Kűr               | Kűr   | Kűr         | Összesítés         | Összesítés |
| Versenyző                   | Versenyszám | Több. hely. száma | Hely.           | Hely. pont.     | Több. hely. száma | Hely.           | Hely. pont.     | Több. hely. száma       | Hely.                   | Hely. pont.             | Több. hely. száma | Hely. | Hely. pont. | Helyezési pontszám | Helyezés   |
| --------------------------- | ----------- | ----------------- | --------------- | --------------- | ----------------- | --------------- | --------------- | ----------------------- | ----------------------- | ----------------------- | ----------------- | ----- | ----------- | ------------------ | ---------- |
| Susanna Rahkamo Petri Kokko | Jégtánc     | 7×4+              | 4.              | 0,8             | 5×4+              | 4.              | 0,8             | 8×4+                    | 4.                      | 2,4                     | 5×4+              | 4.    | 4,0         | 8,0                | 4.         |

## Síakrobatika
Mogul
| Versenyző       | Versenyszám | Selejtező | Selejtező | Döntő   | Döntő    |
| Versenyző       | Versenyszám | Pont      | Helyezés  | Pont    | Helyezés |
| --------------- | ----------- | --------- | --------- | ------- | -------- |
| Juha Holopainen | Férfi       | 23,39     | 20.       | kiesett | kiesett  |
| Janne Lahtela   | Férfi       | 24,60     | 12.       | 24,78   | 9.       |
| Minna Karhu     | Női         | 23,08     | 11.       | 23,00   | 13.      |

## Sífutás
Férfi
| Versenyző                                                 | Versenyszám         | Eredmény   | Helyezés   |
| --------------------------------------------------------- | ------------------- | ---------- | ---------- |
| Jukka Hartonen                                            | 30 km               | 1:16:18,7  | 13.        |
| Karri Hietamäki                                           | 50 km               | 2:20:50,9  | 40.        |
| Jari Isometsä                                             | 10 km               | 26:06,5    | 23.        |
| Jari Isometsä                                             | 15 km üldözőverseny | nem indult | nem indult |
| Jari Isometsä                                             | 30 km               | 1:15:12,5  | 6.         |
| Harri Kirvesniemi                                         | 10 km               | 25:13,2    | 9.         |
| Harri Kirvesniemi                                         | 15 km üldözőverseny | nem indult | nem indult |
| Harri Kirvesniemi                                         | 50 km               | 2:11:19,3  | 12.        |
| Mika Myllylä                                              | 10 km               | 25:05,3    | 6.         |
| Mika Myllylä                                              | 15 km üldözőverseny | 37:35,9    | 4.         |
| Mika Myllylä                                              | 30 km               | 1:14:14,5  |            |
| Mika Myllylä                                              | 50 km               | 2:08:41,9  |            |
| Jari Räsänen                                              | 10 km               | 25:31,5    | 12.        |
| Jari Räsänen                                              | 15 km üldözőverseny | 37:43,7    | 6.         |
| Jari Räsänen                                              | 30 km               | 1:16:10,7  | 11.        |
| Sami Repo                                                 | 50 km               | 2:20:32,8  | 37.        |
| Mika Myllylä Harri Kirvesniemi Jari Räsänen Jari Isometsä | 4 × 10 km váltó     | 1:42:15,6  |            |

Női
| Versenyző                                                         | Versenyszám         | Eredmény   | Helyezés   |
| ----------------------------------------------------------------- | ------------------- | ---------- | ---------- |
| Mari Hietala                                                      | 15 km               | 44:56,8    | 24.        |
| Marja-Liisa Kirvesniemi                                           | 5 km                | 14:36,0    |            |
| Marja-Liisa Kirvesniemi                                           | 10 km üldözőverseny | 29:49,6    | 13.        |
| Marja-Liisa Kirvesniemi                                           | 15 km               | nem indult | nem indult |
| Marja-Liisa Kirvesniemi                                           | 30 km               | 1:26:13,6  |            |
| Merja Lahtinen                                                    | 15 km               | 43:50,7    | 16.        |
| Merja Lahtinen                                                    | 30 km               | 1:29:55,1  | 15.        |
| Pirkko Määttä                                                     | 5 km                | 14:51,5    | 9.         |
| Pirkko Määttä                                                     | 10 km üldözőverseny | 29:53,1    | 15.        |
| Pirkko Määttä                                                     | 30 km               | 1:29:27,0  | 14.        |
| Tuulikki Pyykkönen                                                | 5 km                | 15:13,6    | 18.        |
| Marjut Rolig-Lukkarinen                                           | 5 km                | 15:05,1    | 14.        |
| Marjut Rolig-Lukkarinen                                           | 10 km üldözőverseny | 30:40,2    | 21.        |
| Marjut Rolig-Lukkarinen                                           | 30 km               | 1:27:51,4  | 8.         |
| Pirkko Määttä Marja-Liisa Kirvesniemi Merja Lahtinen Marjut Rolig | 4 × 5 km váltó      | 59:15,9    | 4.         |

## Síugrás
| Versenyző                                                 | Versenyszám | 1. ugrás | 1. ugrás | 2. ugrás | 2. ugrás | Összesítés | Összesítés |
| Versenyző                                                 | Versenyszám | Pont     | Hely.    | Pont     | Hely.    | Pont       | Helyezés   |
| --------------------------------------------------------- | ----------- | -------- | -------- | -------- | -------- | ---------- | ---------- |
| Janne Ahonen                                              | Normálsánc  | 112,5    | 24.**    | 73,5     | 44.      | 186,0      | 37.        |
| Janne Ahonen                                              | Nagysánc    | 90,3     | 23.      | 73,1     | 30.      | 163,4      | 25.        |
| Ari-Pekka Nikkola                                         | Normálsánc  | 116,0    | 19.      | 115,0    | 17.      | 231,0      | 16.        |
| Ari-Pekka Nikkola                                         | Nagysánc    | 92,1     | 22.      | 78,6     | 22.      | 170,7      | 22.        |
| Jani Soininen                                             | Normálsánc  | 126,0    | 8.       | 132,5    | 3.       | 258,5      | 6.         |
| Jani Soininen                                             | Nagysánc    | 109,6    | 11.*     | 121,5    | 4.       | 231,1      | 5.         |
| Janne Väätäinen                                           | Normálsánc  | 113,0    | 23.      | 93,0     | 33.*     | 206,0      | 30.        |
| Raimo Ylipulli                                            | Nagysánc    | 103,3    | 14.      | 79,3     | 19.      | 182,6      | 18.        |
| Raimo Ylipulli Janne Väätäinen Janne Ahonen Jani Soininen | Csapat      | 443,8    | 5.       | 445,7    | 5.       | 889,5      | 5.         |

* - egy másik versenyzővel azonos eredményt ért el

** - két másik versenyzővel azonos eredményt ért el